# Braunau (meteoryt)
Braunau – meteoryt żelazny należący do heksaedrytów, typu II AB, który spadł 14 lipca 1847 roku w mieście Broumov w Czechach. To w meteorycie Braunau po raz pierwszy zidentyfikowane zostały przez badacza meteorytów Johanna G. Neumanna tzw. linie Neumanna. Fragmenty meteorytu Braunau znajdują się m.in. w kolekcji Muzeum Mineralogicznego we Wrocławiu.